# Длугорай, Войцех
Войцех Длугорай (пол. Wojciech Długoraj, а также Adalbert и Albertus Długoraj; 1557 или, по некоторым данным, 1550, Гостынь, Польша — после 1619 г.) — польский композитор, лютнист позднего Ренессанса.

## Биография
С детства был на службе гетмана Самуэля Зборовского, который в 1574 году был приговорён к изгнанию из страны как смутьян, авантюрист и убийца и поселился в Трансильвании, а Длугорай оказался в бедственном положении. В 1575 году на польский трон был призван трансильванский князь Стефан Баторий, а Зборовский вскоре вернулся в Польшу. Длугорай в 1579 году покинул двор Зборовских. Сначала находился в монастыре кармелитов, затем в 1580 году принял обет в бернардинском монастыре в Кракове. Но уже через год был удалён оттуда за недостойный образ жизни. Зборовский, по-видимому, вынудил Длугорая вернуться к нему на службу, но тот позже выдал вельможе Яну Замойскому документы, свидетельствующие об участии Зборовского в заговоре против короля. Зборовский был обвинён в покушении на жизнь Стефана Батория и приговорён в 1584 году к смертной казни через отсечение головы. Некоторое время Длугорай был лютнистом короля, но, опасаясь мести Зборовских, вынужден был бежать из Польши в Германию, где и провёл остаток жизни, вероятно, в Лейпциге, Виттенберге и Штутгарте.

## Творчество
Несмотря на свою богатую перипетиями жизнь, считался одним из лучших лютнистов своей эпохи, последователем Валентина Бакфарка. Образцы его творчества (а также его обработки произведений других авторов) сохранились в табулатуре Thesaurus harmonicus Жана-Батиста Безара (1603), рукописной Табулатуре Длугорая, табулатуре Lautenbuch des Albert Dlugorai (Лейпциг, 1619), отдельных кёльнских изданиях и разных рукописных сборниках того времени: это произведения для лютни — виланеллы, лютневые фантазии, польские танцы, которые отличаются мелодичностью, виртуозностью, часто полифонической фактурой.